# Formel Renault

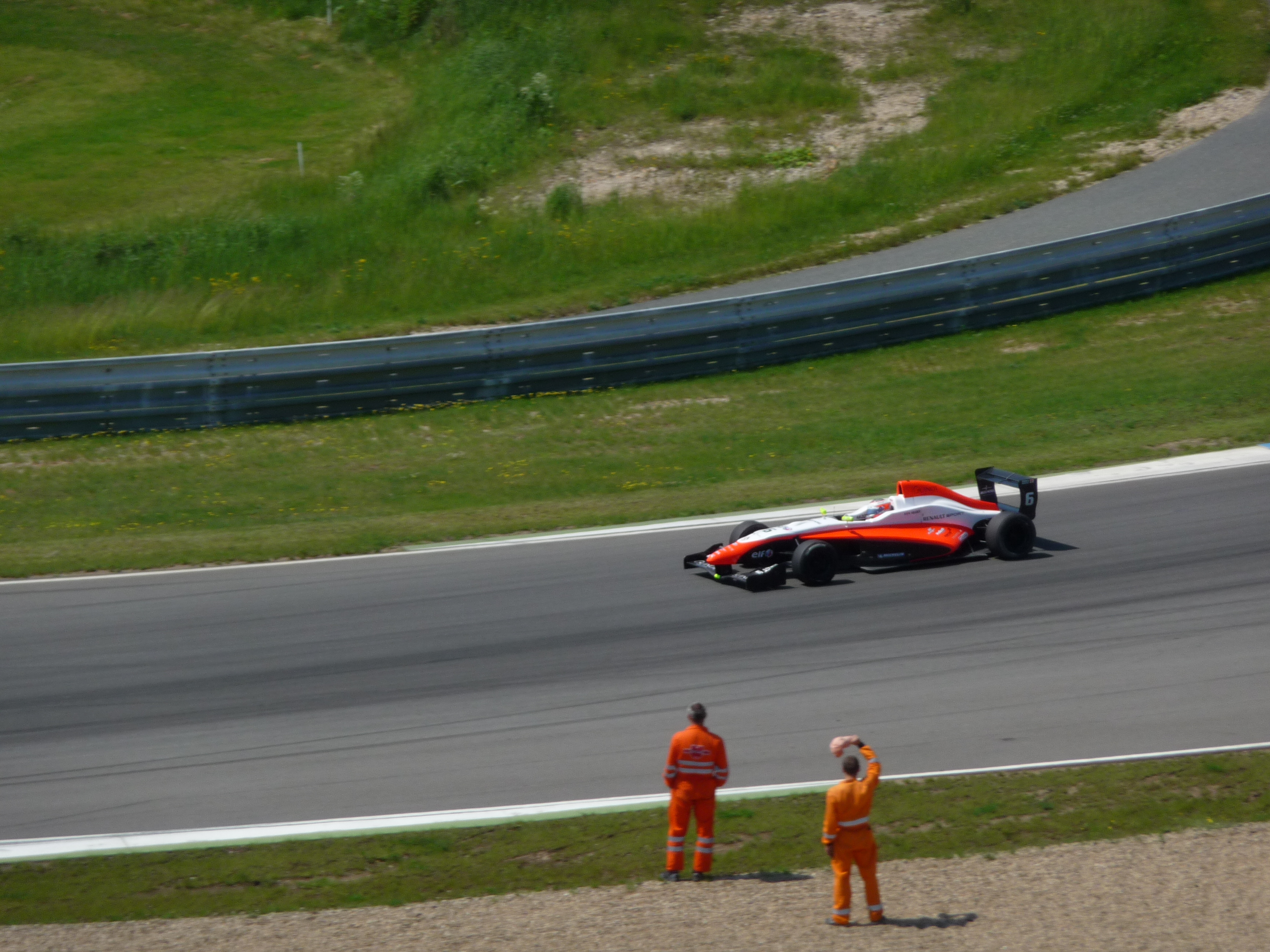
Das seit 2010 eingesetzte Formel-Renault-2.0-Fahrzeug von Barazi-Epsilon; hier bei einem Rennen des Formel Renault Eurocup in Brno 2010

Die Formel Renault ist eine 1968 gegründete Markenformel. Sie ist ein Verbund aus mehreren einzelnen nationalen und internationalen Rennserien.

## Geschichte

### Formule France

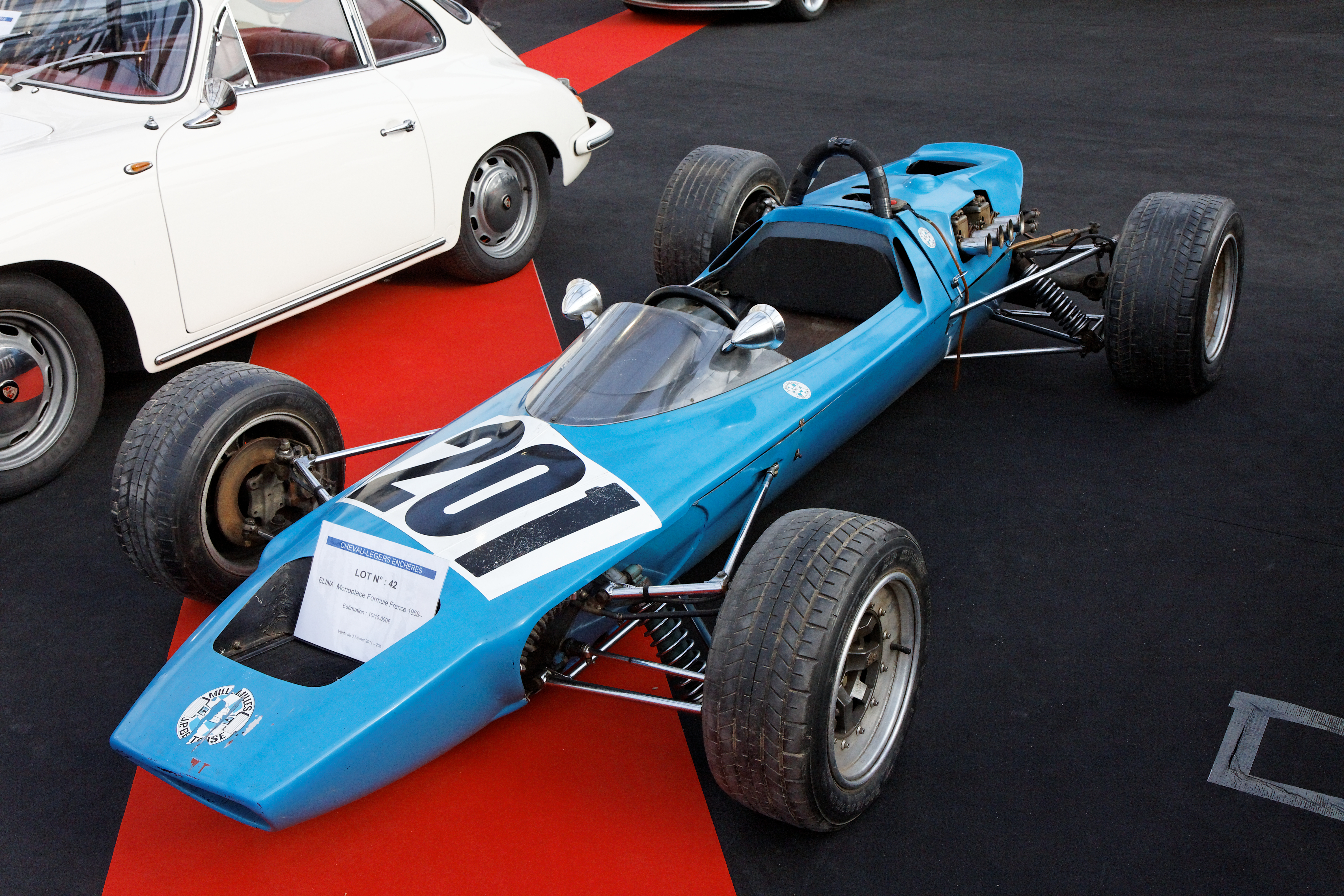
Elina-Rennwagen der Formule France von 1968

In den 1960er Jahren suchte der oberste nationale französische Motorsportverband FFSA eine preiswerte Formel-Einsteigerserie. Wesentliche Bauteile, unter anderem Motor und Getriebe, mussten von damals gebauten Renault-Straßenfahrzeugen stammen. Dagegen war das Chassis frei wählbar, wie bei der Formel Ford. 1968 bis 1971 wurde ausschließlich in Frankreich ein Championat (Formule France) ausgetragen. Der Motor mit 1,3 Liter Hubraum und das Getriebe stammte aus dem R8 Gordini. Ein Fahrzeug durfte nicht mehr als 20000 Franc kosten. Weiterhin waren Reifen des Herstellers Michelin Typ XAS FF in der Größe 165 HR 13 auf Stahlfelgen 6,5 × 13 Zoll Pflicht. Die Maße des Wagens und das Mindestgewicht von 420 kg waren fixiert.
Das erste Rennen fand am 31. März 1968 in Albi, Frankreich statt. Die ersten Chassis kamen von Martini, Grac, Elina, Gerca oder auch GS. Im Laufe der ersten Saison kamen noch weitere Fahrzeugbauer hinzu: Vaillante, Jefa, Fournier-Marcadier, Pygmée und Alpine. Die bekanntesten Fahrer der damaligen Zeit waren Larrousse (Alpine), Cadin, Dubos und Beltoise. In der Saison 1968 fanden insgesamt 17 Rennen statt. Gefahren wurde teilweise mehrfach auf den Rennstrecken in Albi, Nogaro, Pau, Montlhéry, Magny-Cours, Dijon, La Châtre, Rouen und Reims. 1969 hatte der Veranstalter zu viele Nennungen, so dass zu Beginn des Jahres Ausscheidungsrennen stattfanden. Von 100 Nennungen konnten nur 40 an der Saison teilnehmen.
1970 kamen neue Hersteller wie Tecno und AGS sowie Piloten wie Serpaggi, Cudini und Leclère in die Serie.

### Französische Meisterschaft und Eurocup
1971 wurde aus der Formula France die Formula Renault. Die FFSA, die in den vorangegangenen drei Jahren die Meisterschaft organisierte, beendete das Projekt Formula France. Renault gründete eine Abteilung, die sich ausschließlich mit der Serie beschäftigte, und war mit einem Service-Transporter bei den Rennen vertreten. Es gab acht Qualifikationsrennen in zwei Gruppen, um die Teilnehmerzahl für die eigentliche Serie zu minimieren, dann folgten 14 weitere Rennen. Meister nach 22 Rennen war Michel Leclère. Die Reifen waren, wie in den Jahren zuvor, freigestellt. Das gesamte Feld fuhr jedoch Michelin. Dunlop versuchte sich 1971 als Lieferant in der Serie zu etablieren und erzielte mit Cudini (auf einem Martini) einen Sieg, der bis heute der einzige mit Dunlop-Bereifung bleiben sollte. Dunlop zog sich nach der Hälfte der Saison aus der Formel Renault zurück.

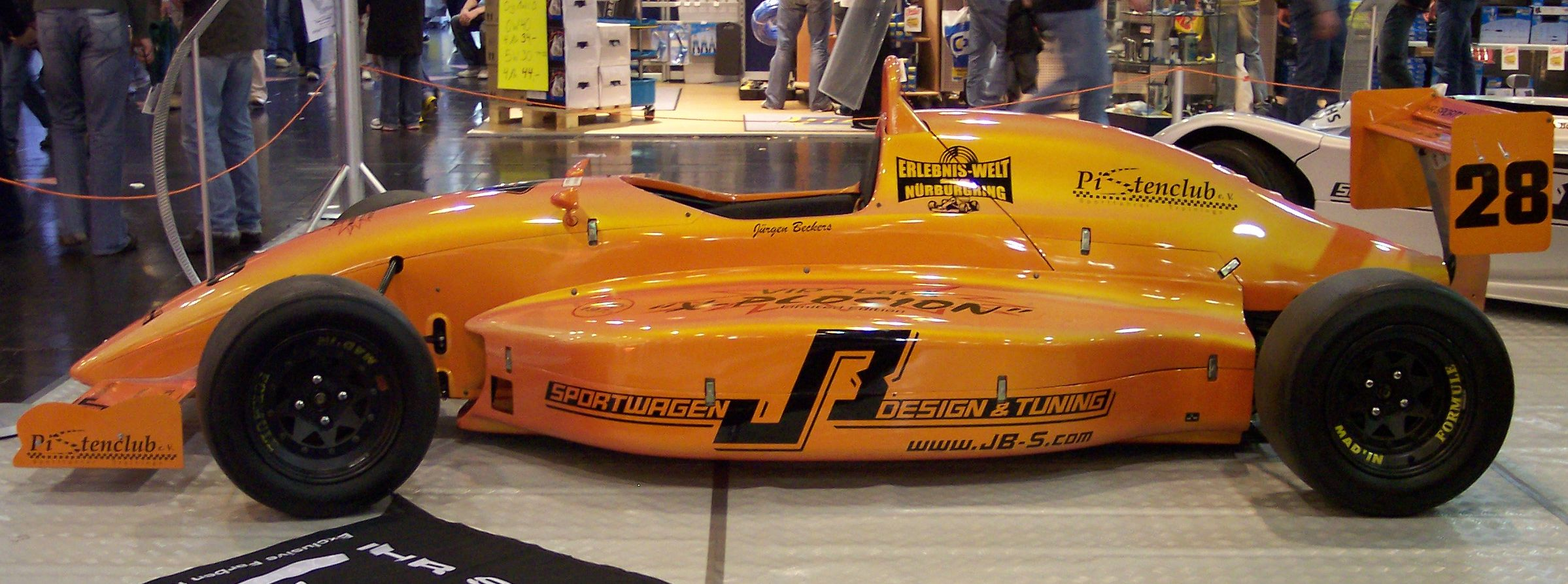
Formel Renault 2000 vom Typ Martini Mk 71, vermutlich aus dem Jahr 1995

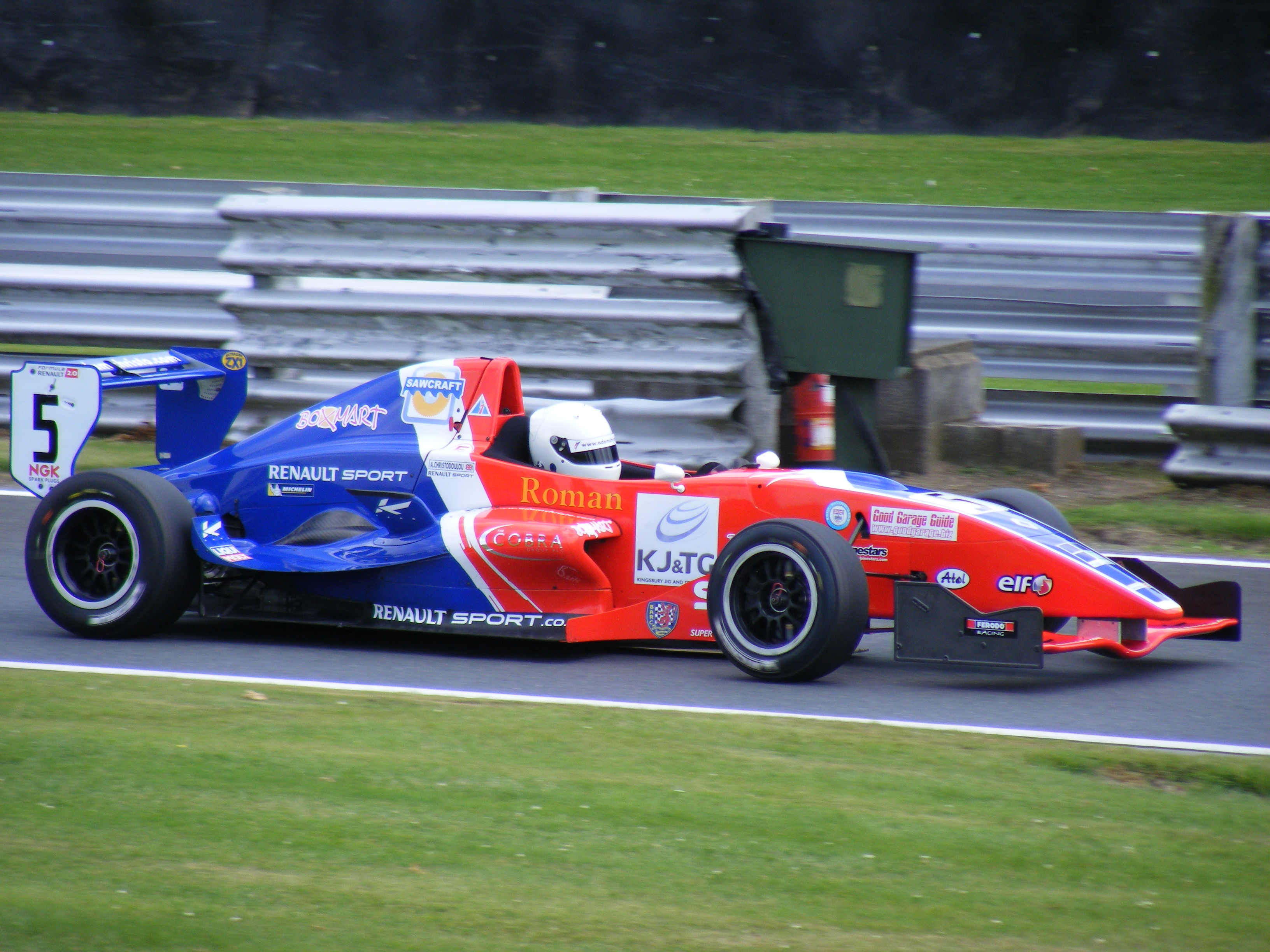
Das Formel-Renault-2.0-Modell von Tatuus, wie es 2011 – in diesem und im um eine Stufe älteren Design – noch in der Italienischen und Asiatischen Formel Renault Verwendung fand; hier bei einem Rennen der Formel Renault UK in Oulton Park 2008

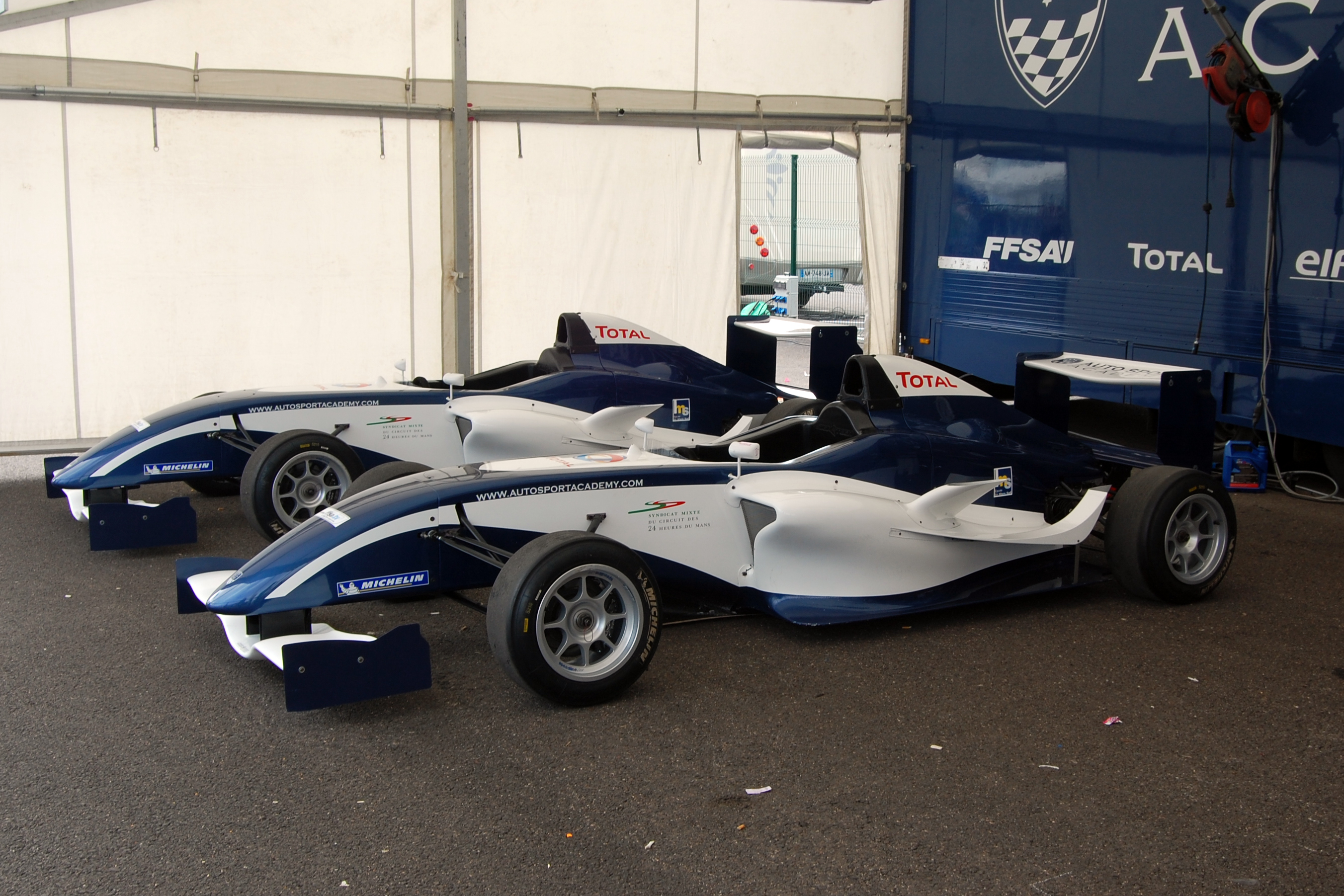
Formel-Renault-1.6-Monoposti der Formul'Academy Euroseries – der heutigen France F4 – im Motorland Aragón 2009

Endstand franz. Cup: 1. Michel Leclère 234, 2. Alain Serpaggi 204, 3. Jannick Auxéméry 188, 4. Alain Cudini 171, 5. Jacques Laffite 155P.
1972 wurde neben dem französischen Cup auch ein Eurocup mit vier Rennen in Jarama (ESP), Jyllandsringen (DK), Hockenheim (GER) und Paul Ricard (FRA) ausgetragen. Der R12-Gordini-Motor (1,6 l Hubraum) ersetzte den R8-Gordini-Motor (1,3 l Hubraum).
Endstand Eurocup: 1. Alain Cudini 48, 2. Jacques Laffite 39, 3. Jacques Coche 35
Endstand franz. Cup: 1. Jacques Laffite 294, 2. Alain Cudini 276, 3. Jacques Coche 177P
1973 und 1974 wurde nur ein Euro-Cup ausgetragen (20/26 Rennen), der aber zu 80 % in Frankreich gefahren wurde. Die jungen Fahrer, die erstmals im Motorsport Aufsehen erregten, hießen 1973 Patrick Tambay und René Arnoux. 1974 waren es Didier Pironi und Dany Snobeck. Zusammen mit Jacques Laffite und Serpaggi sollten sie sich alle in der Formel 1 erneut messen können. Trotz der Ölkrise gab es 1974 127 Einschreibungen, aus denen über Ausscheidungsrennen 40 für die 74er Serie ermittelt wurden.

## Heute
2012 teilt sich die Formel Renault (FR) in drei Kategorien: FR 3.5, FR 2.0 und FR 1.6 – die Zahlen geben jeweils den Hubraum der Motoren an.
Der in der Formel Renault 3.5 ab diesem Jahr verwendete 3,5-Liter-V8-Motor erzielt 390 kW (530 PS) bei 9250/min und 445 Nm bei 7250/min. Der 2-Liter-Motor, der u. a. in der nordeuropäischen Meisterschaft eingesetzt wird, leistet 155 kW (210 PS) bei 7150/min und 220 Nm bei 5500/min. Der 1.6-Liter-Motor erreicht 103 kW (140 PS) bei 6750/min und 157 Nm bei 4500/min.

### Fahrzeug

#### 3.5-Liter
In der 3,5-Liter-Kategorie fährt seit 2012 ein neuer Monoposto des italienischen Konzerns Dallara, der mit einem Zytek-Motor ausgestattet ist.

#### 2.0-Liter
Die meisten 2-Liter-Serien verwenden seit 2010 ein Auto des französischen Herstellers Barazi-Epsilon.

##### Daten des Formel Renault 2.0 von Barazi-Epsilon
| Kenngrößen        | Daten |
| ----------------- | --- |
| Foto:             | Formel-Renault-2.0-Bolide in Hockenheim 2011                                                                                      |
| Länge:            | 4391 mm |
| Spurweite vorn:   | 1502 mm |
| Spurweite hinten: | 1440 mm |
| Bauweise:         | Monocoque in Sandwichbauweise mit Wabenkern und Deckschichten aus kohlenstofffaserverstärktem Kunststoff (CFK); CFK-Fahrzeugteile |
| Leergewicht:      | 505 kg |
| Achsaufhängung:   | Doppelquerlenker vorn und hinten, Doppelrohr-Monostoßdämpfer vorne und Doppelrohr-Doppelstoßdämpfer hinten                        |
| Bremsen:          | innenbelüftete Bremsscheiben, Bremssättel mit vier Kolben                                                                         |
| Getriebe:         | sequenziell; selbstsperrendes Differential                                                                                        |
| Gänge:            | sieben Vorwärts-, ein Rückwärtsgang                                                                                               |
| Schaltung:        | Wippenschaltung; elektrisch, halbautomatisch                                                                                      |
| Motor:            | 1998-Kubikzentimeter-Vierzylindermotor F4R 832 von Renault                                                                        |
| Leistung:         | 210 PS |
| Drehmoment:       | 220 Nm |
| Drehzahl:         | 7500/min |
| Kraftstofftank:   | Fassungsvermögen: 50 Liter |
| Radgröße:         | vorn: 9 × 13 Zoll hinten: 10,5 × 13 Zoll                                                                                          |
| Reifengröße:      | vorn: 20 × 54 × 13 hinten: 24 × 57 × 13                                                                                           |

Davor war von 2000 bis 2009 ein, in den Jahren 2004 und 2007 überarbeiteter Monoposto des italienischen Chassisbauers Tatuus Standard.

##### Daten des Formel Renault 2.0 von Tatuus
| Kenngrößen        | Daten |
| ----------------- | --- |
| Fotos:            | Formel-Renault-2.0-Monoposto im von 2000 bis 2003 verwendeten Design. Zu erkennen sind die verhältnismäßig kleinen Lufteinlässe in den nach vorne abgeflachten Seitenkästen und der über die Airbox hinausragende Überrollbügel. · Bei der von 2004 bis 2006 üblichen Variante war die Oberseite der Seitenkästen nahezu gerade, außerdem war der Überrollbügel nun in die Airbox integriert. · 2007 bekamen die Formel-Renault-2.0-Fahrzeuge geschwungene Frontflügel und „Kamine“ an den Seitenkästen. |
| Radstand:         | 2645 mm |
| Spurweite vorn:   | 1772 mm |
| Spurweite hinten: | 1675 mm |
| Bauweise:         | Monocoque in Sandwichbauweise mit Wabenkern und Deckschichten aus kohlenstofffaserverstärktem Kunststoff (CFK); Fahrzeugteile aus CFK und GFK |
| Gewicht:          | 480 kg |
| Achsaufhängung:   | Doppelquerlenker mit Monodämpfer vorne und Doppeldämpfer hinten, über Schubstangen („push rod“) betätigt |
| Bremsen:          | innenbelüftete Bremsscheiben, Bremssättel mit vier Kolben |
| Getriebe:         | sequenziell; selbstsperrendes Differential |
| Gänge:            | sechs Vorwärts- |
| Motor:            | 1998-Kubikzentimeter-Vierzylindermotor F4R von Renault |
| Leistung:         | 196 PS (144 kW) |
| Drehmoment:       | 222 Nm |
| Kraftstofftank:   | Fassungsvermögen: 38 Liter |
| Radgröße:         | vorn: 8 × 13 Zoll hinten: 10 × 13 Zoll |
| Reifengröße:      | vorn: 16 × 53 × 13 hinten: 23 × 57 × 13 |

Die argentinische Formel-Renault-2.0-Serie nutzt hingegen Autos des einheimischen Herstellers Tito mit den Kennungen 01 (Standardfahrzeug bis einschließlich 2006) und 02.

#### 1.6-Liter

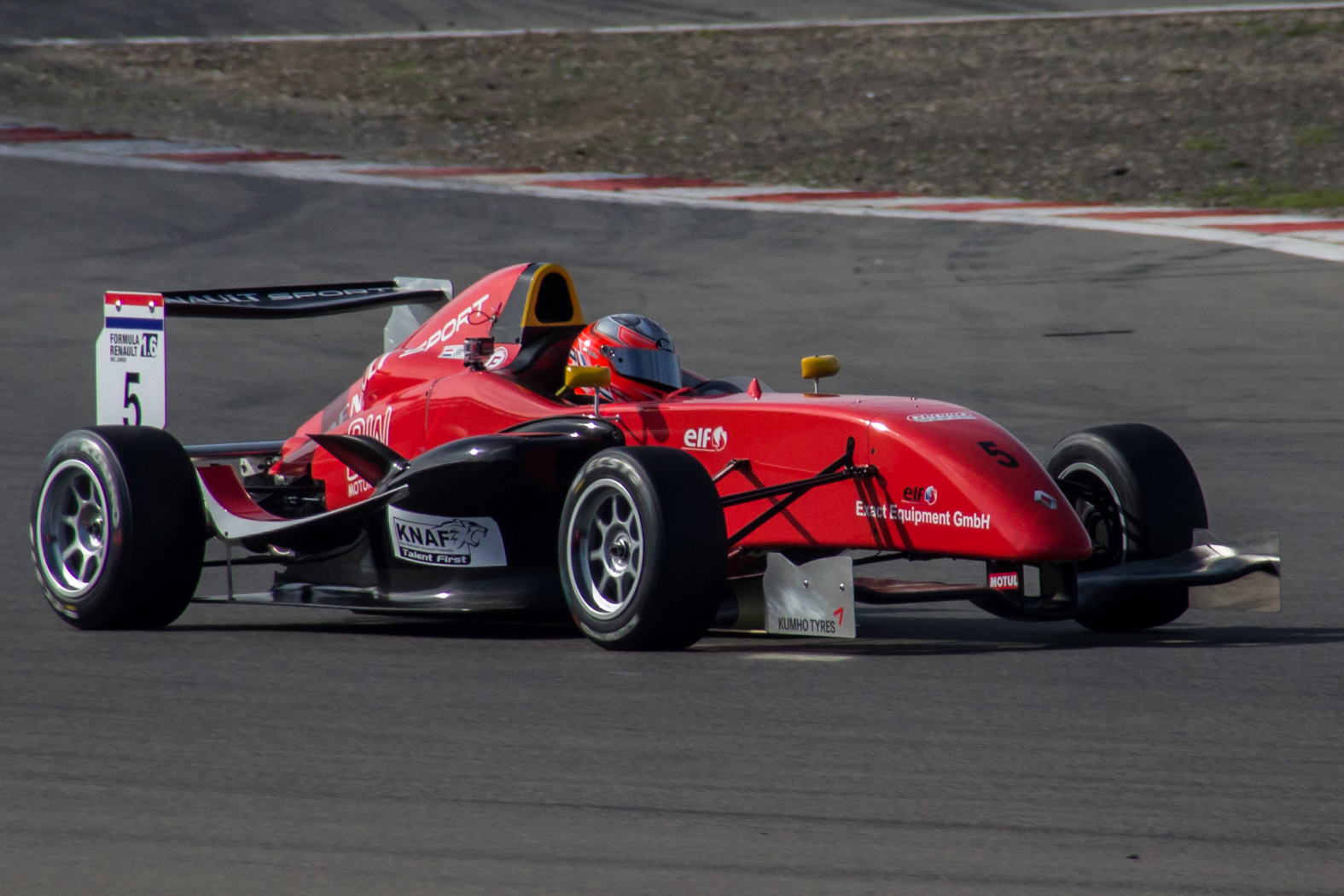
Formel Renault 1.6 am Nürburgring 2013

In der momentan einzigen 1.6-Liter-Meisterschaft, der France F4, findet ein Chassis des französischen Herstellers Signatech Automobiles mit der Bezeichnung „Formula Academy“ Verwendung.

##### Daten des Formula Academy
| Kenngrößen        | Daten |
| ----------------- | --- |
| Foto:             | F4-Eurocup-1.6-Auto 2010 |
| Länge:            | 3980 mm |
| Breite:           | 1700 mm |
| Radstand:         | 2630 mm |
| Spurweite vorn:   | 1486 mm |
| Spurweite hinten: | 1436 mm |
| Bauweise:         | Monocoque in Sandwichbauweise mit Wabenkern und Deckschichten aus kohlenstofffaserverstärktem Kunststoff (CFK); CFK-Fahrzeugteile |
| Gewicht:          | 470 kg |
| Achsaufhängung:   | Doppelquerlenker mit Monodämpfer vorne und Doppeldämpfer hinten, über Schubstangen („push rod“) betätigt                          |
| Bremsen:          | Bremssättel mit sechs Kolben |
| Getriebe:         | sequenziell |
| Gänge:            | fünf |
| Motor:            | 1600-Kubikzentimeter-Motor K4MRS von Renault                                                                                      |
| Leistung:         | 140 PS |
| Drehmoment:       | 157 Nm |
| Kraftstofftank:   | Fassungsvermögen: 43 Liter |
| Radgröße:         | vorn: 8 × 13 Zoll hinten: 10 × 13 Zoll                                                                                            |
| Reifengröße:      | vorn: 16 × 53 × 13 hinten: 22 × 54 × 13                                                                                           |

Es kommen üblicherweise Michelin-Reifen zum Einsatz.

## Meisterschaften
Formel Renault 3.5:
- Formel Renault 3.5

Formel Renault 2.0:
- Formel Renault 2.0 Eurocup
- Formel Renault 2.0 UK
- Formel Renault BARC
- Formel Renault 2.0 Northern European Cup (NEC)
- Formel Renault 2.0 ALPS
- Challenge Formel Renault 2.0 Italia
- Asian Formula Renault Series
- Campeonato Argentino de Formula Renault 2.0

Formel Renault 1.6:
- Französische Formel-4-Meisterschaft
- Formel Renault 1.6 NEC Junior

Darüber hinaus gibt es noch verschiedene inoffizielle Formel-Renault-Serien, wozu unter anderem der Austria Formel Renault Cup und die Formula Renault 2.0 CH in der Schweiz gehören.